# Сен-Рафаэль (Дордонь)
Сен-Рафаэ́ль (фр. Saint-Raphaël) — коммуна во Франции, находится в регионе Аквитания. Департамент — Дордонь. Входит в состав кантона Иль-Лу-Овезер. Округ коммуны — Перигё.
Код INSEE коммуны — 24493.

## География
Коммуна расположена приблизительно в 410 км к югу от Парижа, в 140 км восточнее Бордо, в 31 км к северо-востоку от Перигё.

### Климат
Климат умеренный океанический со средним уровнем осадков, которые выпадают преимущественно зимой. Лето здесь долгое и тёплое, однако также довольно влажное, здесь не бывает регулярных периодов летней засухи. Средняя температура января — 5 °C, июля — 18 °C. Изредка вследствие стечения неблагоприятных погодных условий может наблюдаться непродолжительная засуха или случаются поздние заморозки. Климат меняется очень часто, как в течение сезона, так и год от года.

## Население
Население коммуны на 2010 год составляло 110 человек.
| 1962 | 1968 | 1975 | 1982 | 1990 | 1999 | 2010 |
| ---- | ---- | ---- | ---- | ---- | ---- | ---- |
| 120  | 112  | 89   | 93   | 109  | 94   | 110  |

## Администрация
| Период | Период | Фамилия           | Партия                    | Примечания |
| ------ | ------ | ----------------- | ------------------------- | ---------- |
| 1987   | 2020   | Жан-Клод Кустийас | Союз за народное движение | пенсионер  |

## Экономика
В 2010 году среди 64 человек трудоспособного возраста (15-64 лет) 40 были экономически активными, 24 — неактивными (показатель активности — 62,5 %, в 1999 году было 57,1 %). Из 40 активных жителей работали 34 человека (18 мужчин и 16 женщин), безработных было 6 (1 мужчина и 5 женщин). Среди 24 неактивных 7 человек были учениками или студентами, 10 — пенсионерами, 7 были неактивными по другим причинам.

## Достопримечательности
- Церковь Св. Рафаэля. Исторический памятник с 1927 года[5]

## Фотогалерея
- Сен-Рафаэль
- Церковь Св. Рафаэля